# Star (Film)
Star ist ein Teil der Kurzfilmreihe The Hire von Guy Ritchie, der im Auftrag von BMW als Werbefilm entstand.

## Handlung
Ein eingebildeter und ausgesprochen zickiger Star ist genervt von ihrem Manager und der immer gleichen dunklen Limousine. Sie zickt eine Assistentin an, weil sie nicht sofort ihren Kaffee bekommt. In einer Tiefgarage wird sie auf einen BMW M5 mit einem Chauffeur aufmerksam. Sie steigt in das Fahrzeug, klemmt sich ihren Kaffeebecher zwischen die Beine und verlangt, dass der Fahrer sie zu einer Veranstaltung fahren soll. Ihre Bodyguards will sie nicht dabei haben, also folgen sie ihr in einem zweiten Wagen. Während der Fahrt fragt der Star den Fahrer, warum er so langsam fahren würde, denn sie will ihre Bodyguards abhängen. In diesem Augenblick bekommt der Fahrer einen Anruf. Es ist der Manager des Stars, der ihn daran erinnert, wofür er bezahlt wird. Der Fahrer gibt Gas und es folgt eine temporeiche Fahrt, während der Star im Auto hin- und hergeschleudert wird. Am Ort der Veranstaltung angekommen, öffnet der Chauffeur noch mitten in der Fahrt die Tür und während er mit einer schwungvollen Drehung des Fahrzeugs zum Stehen kommt, wird der Star aus dem Fahrzeug geschleudert und landet rücklings auf dem roten Teppich. Man sieht die überraschten Fotoreporter, die erst in das verzweifelte Gesicht des Stars und anschließend auf ihre Beine schauen und dann wie wild zu fotografieren beginnen. Neben einem entsetzten Gesicht des Stars kann man nämlich zwischen ihren Beinen auch einen riesigen Fleck (den Kaffee) entdecken.

## Musik
Bei den in dem Kurzfilm verwendeten Musikstücken handelt es sich zum einen um den Titel Song 2 von der britischen Band Blur und zum anderen um den Ritt der Walküre in einer Version des Royal Philharmonic Orchestra. Des Weiteren wird ein Musikstück der Gruppe Primal Scream verwendet.